# Джексон, Риби
Ри́би Дже́ксон или Ри́бби Джексон (англ. Rebbie Jackson, [ˈriːbi_ˈdʒæksən], полн. имя: Maureen Reillette Jackson, после замужества Brown; род. 29 мая 1950) — американская певица и автор песен, старший ребёнок из музыкальной семьи Джексонов.

## Дискография

### Студийные альбомы
- Centipede (1984)
- Reaction (1986)
- R U Tuff Enuff (1988)
- Yours Faithfully (1998)

### Синглы
- «Centipede» (1984)
- «A Fork in the Road» (1985)
- «Reaction» (1986)
- «You Send the Rain Away» (1987)
- «Plaything» (1988)
- «R U Tuff Enuff» (1988)
- «Yours Faithfully» (1998)

#### В качестве приглашённого исполнителя
- 2300 Jackson Street (The Jacksons featuring Michael Jackson, Marlon Jackson, Rebbie Jackson, Janet Jackson & the Jacksons kids, 1989)

## Список изданных песен
| Год  | Название | Автор(ы)                                                                                | Альбом                                                                      |
| ---- | --- | --------------------------------------------------------------------------------------- | --------------------------------------------------------------------------- |
| 1984 | Centipede | Майкл Джексон                                                                           | Centipede                                                                   |
| 1984 | Come Alive It's Saturday Night                                                                                           | Джеки Джексон, Марлон Джексон, Рэнди Джексон и Тито Джексон                             | Centipede                                                                   |
| 1984 | Hey Boy | Делорез Джексон, Майкл Маккинли и Тито Джексон                                          | Centipede                                                                   |
| 1984 | Open Up My Love | Дон Дэниэльз, Джон Спрингер и Мэри Стюарт                                               | Centipede                                                                   |
| 1984 | Play Me (I'm a Jukebox)                                                                                                  | Ян Букингем и Пэм Тиллис                                                                | Centipede                                                                   |
| 1984 | I Feel For You | Принс                                                                                   | Centipede                                                                   |
| 1984 | A Fork In The Road | Рональд Уайт, Уэррен Моур и Смоки Робинсон                                              | Centipede                                                                   |
| 1984 | Ready For Love | Фрэнк Гамильтон III                                                                     | Centipede                                                                   |
| 1984 | Eternal Love | Фрэнк Гамильтон III                                                                     | сингл A Fork In The Road                                                    |
| 1986 | Reaction | Дэвид Конли, Дэвид Таунсенд и Бернард Джексон                                           | Reaction                                                                    |
| 1986 | You Send the Rain Away (совместно с Робином Зендером)                                                                    | Престон Глэс, Глория Склеров и Ленни Макалузо                                           | Reaction                                                                    |
| 1986 | Ain't No Way to Love | Роберт Брукс, Тони Хейес и Филипп Бейли                                                 | Reaction                                                                    |
| 1986 | Ticket to Love | Эрик Нури                                                                               | Reaction                                                                    |
| 1986 | You Don't Know What You're Missing                                                                                       | Хоуй Райс, Алан Ритч и Барри Фейсман                                                    | Reaction                                                                    |
| 1986 | If You Don't Call (You Don't Care)                                                                                       | Эрик Нури и Патрик Хендерсон                                                            | Reaction                                                                    |
| 1986 | Always Wanting Something                                                                                                 | Тито Джексон и Уэссел Бенфорд                                                           | Reaction                                                                    |
| 1986 | Tonight I'm Yours (совместно с Айзеком Хейзом)                                                                           | Рибби Джексон, Уэссел Бенфорд и Лесли Линн Смитт                                        | Reaction                                                                    |
| 1986 | Lessons (In The Fine Art Of Love)                                                                                        | Регги Лукас и Лесли Линн Смитт                                                          | Reaction                                                                    |
| 1987 | Plaything | Джин Леннон, Джошуа Томпсон и Ромео Уильямс                                             | R U Tuff Enuff                                                              |
| 1988 | Perfect Combination | Дэвид Конли, Дэвид Таунсенд, Эверетт Коллинз и Робби Дэнзи                              | R U Tuff Enuff                                                              |
| 1988 | Read Between The Lines                                                                                                   | Дэвид Конли, Дэвид Таунсенд, Джек Понти и Вик Пери                                      | R U Tuff Enuff                                                              |
| 1988 | This Love Is Forever | Рибби Джексон, Дэвид Конли, Дэвид Таунсенд и Эверетт Коллинз                            | R U Tuff Enuff                                                              |
| 1988 | R U Tuff Enuff | Рибби Джексон, Артур Маккалистер и Дэвид Конли                                          | R U Tuff Enuff                                                              |
| 1988 | Friendship Song | Дэвид Конли, Джин Леннон и Джошуа Томпсон                                               | R U Tuff Enuff                                                              |
| 1988 | Sweetest Dreams | Джин Леннон, Джошуа Томпсон и Ромео Уильямс                                             | R U Tuff Enuff                                                              |
| 1988 | Distant Conversation | Дэвид Конли, Дерек Куллер и Эверетт Коллинз                                             | R U Tuff Enuff                                                              |
| 1989 | 2300 Jackson Street (совместно с The Jacksons, Майклом Джексоном, Марлоном Джексоном, Джанет Джексон и детьми Джексонов) | Джермейн Джексон, Джеки Джексон, Тито Джексон, Рэнди Джексон, Джин Гриффин и Аарон Хелл | The Jacksons — 2300 Jacksons Street                                         |
| 1995 | Forever Young | Боб Дилан                                                                               | VA — Free Willy 2 (The Adventure Home) - Original Motion Picture Soundtrack |
| 1997 | Yours Faithfully | Эллиот Кеннеди и Пэм Шейн                                                               | Yours Faithfully                                                            |
| 1998 | What You Need | Брайан Лорен                                                                            | Yours Faithfully                                                            |
| 1998 | Play Your Game | Брайан Лорен                                                                            | Yours Faithfully                                                            |
| 1998 | Get Back to You | Иэн Гринн и Мишель Левис                                                                | Yours Faithfully                                                            |
| 1998 | I Don't Want To Lose You (совместно с Men of Vizion)                                                                     | Линда Крид и Том Белл                                                                   | Yours Faithfully                                                            |
| 1998 | Fly Away | Майкл Джексон                                                                           | Yours Faithfully                                                            |
| 1998 | You Take Me Places | Гэри Тейлор                                                                             | Yours Faithfully                                                            |
| 1998 | Once in a Lifetime Love                                                                                                  | Батч Джексон, Дэвид Шоу, Дебора Купер и Джеймс Престон                                  | Yours Faithfully                                                            |
| 1998 | Baby, I'm in Heaven | Кейт Томас и Трей Лоренц                                                                | Yours Faithfully                                                            |
| 1998 | Koo Koo | Антонина Эрмато и Дэвид Фрэнк                                                           | Yours Faithfully                                                            |
| 2008 | Save The Stress For Last                                                                                                 | Брайан Калбертсон                                                                       | Престон Гласс — Music As Medicine                                           |
| 2012 | I'm Just Gonna Love You                                                                                                  | Джеки Джексон, Марлон Джексон, Рэнди Джексон и Тито Джексон                             | Centipede (Expanded Edition)                                                |